# Hank Brown

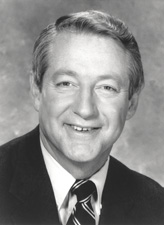
Hank Brown

George Hanks "Hank" Brown, född 12 februari 1940 i Denver, Colorado, är en amerikansk republikansk politiker. Han representerade delstaten Colorado i båda kamrarna av USA:s kongress, först i representanthuset 1981-1991 och sedan i senaten 1991-1997.
Brown utexaminerades 1961 från University of Colorado i Boulder. Han tjänstgjorde 1962-1966 i USA:s flotta och avlade juristexamen 1969. Han var ledamot av delstatens senat 1972-1976.
Brown blev invald i representanthuset i kongressvalet 1980. Han omvaldes fyra gånger. Senator William L. Armstrong ställde inte upp för omval i senatsvalet 1990. Brown vann valet och efterträdde Armstrong i senaten i januari 1991. Han efterträddes sex år senare av Wayne Allard.
Brown var rektor vid University of Northern Colorado 1998-2002 och vid University of Colorado 2005-2008.